# Рузиєв Руйітдін
Руйітдін Рузиєв (27 жовтня 1941, місто Карші, тепер Кашкадар'їнської області, Узбекистан) — радянський діяч, бригадир електромонтажників СПМК-1 тресту «Каршиірмонтаж» спеціалізованого будівельного об'єднання «Каршибуд» Кашкадар'їнської області Узбецької РСР. Член ЦК КПРС у 1990—1991 роках.

## Життєпис
У 1958—1962 роках — регулювальник при Каршинському районному виробничому управлінні Кашкадар'їнського обласного управління зрошувальних систем; помічник турбініста, турбініст ТЕС Каршинського олійно-екстракційного заводу Узбецької РСР.
З 1962 по 1965 рік служив у Радянській армії.
У 1965—1968 роках — електрослюсар Каршинського олійно-екстракційного заводу Узбецької РСР.
У 1968—1974 роках — електромонтер, електромонтажник, монтер спеціалізованого будівельного об'єднання «Каршибуд» Кашкадар'їнської області Узбецької РСР.
У 1973 році закінчив Каршинський політехнічний технікум Узбецької РСР.
З 1974 року — бригадир електромонтажників спеціалізованої пересувної механізованої колони  (СПМК-1) тресту «Каршиірмонтаж» спеціалізованого будівельного об'єднання «Каршибуд» Кашкадар'їнської області Узбецької РСР.
Член КПРС з 1988 року.
Подальша доля невідома.